# Абба, Джузеппе Чезаре
Джузе́ппе Че́заре А́бба (итал. Giuseppe Cesare Abba; 6 октября 1838, Кайро-Монтенотте, Лигурия — 6 ноября 1910, Брешиа, Ломбардия) — итальянский писатель. Сподвижник Гарибальди и участник «Экспедиции Тысячи».

## Биография
Родился 6 октября 1838 года в Кайро-Монтенотте в Лигурии, бывшей тогда частью Сардинского королевства. В 1850 году поступил в пансион в Каркаре, где преподавал отец Атаназио Каната (итал. Atanasio Canata), прививавший ученикам любовь к грамматике, литературе и к Родине.
Обучался в Академии изящных искусств в Генуе, которую он оставил в 1859 году, поступив на службу в кавалерийский полк в Пинероло.
В 1860 отправился в Парму, где присоединился к волонтёрам Гарибальди, с которыми принял участие в большинстве сражений, приведших в итоге Королевство Обеих Сицилий к объединению с Италией. Получил офицерский чин. Во время экспедиции вёл дневник, который в дальнейшем послужил основой для его литературных произведений.
После войны вернулся в Кайро-Монтенотте, где в апреле 1861 года вместе с группой единомышленников организовал «Общество взаимопомощи рабочих» (итал. Societa Operaia di Mutuo Soccorso).
В 1862 он переехал в Пизу, где посещал лекции знаменитых университетских профессоров и занимался литературным трудом. В 1866 участвует с Гарибальди в войне за независимость.
С 1 ноября 1868 года был заместителем мэра, со 2 мая 1875 по 17 августа 1880 занял должность мэра Кайро-Монтенотте.
В 1881 году получил должность профессора кафедры итальянского языка в лицее Торричелли в Фаэнце, где проработал три года.
В 1884 году стал профессором Технического института им. Никколо Тартальи в Брешиа, где он преподавал в течение 26 лет, став деканом факультета и членом городского муниципалитета.
5 июня 1910 года назначен почётным членом сената Италии.
Умер в Брешиа 6 ноября 1910 года. Похоронен с государственными почестями в Кайро-Монтенотте.
В 1915 году один из новых эсминцев типа «Пило» был назван в его честь.

## Семья
Отца звали Джузеппе (р. 1801), мать — Джилиоза Перла (р.1806).
Был женат дважды. В первый раз женился в 1871 году на своей кузине Розе Перла (итал. Maria Teresa Rosa Perla , р.1847). У них было четверо детей: сыновья Марио (р.1874) и Пьетро (р.1879), и дочери Джилиоза (р.1872) и Катерина (р.1876). Во второй раз женился в 1886 году на Терезите Риццати.

## Творчество
В 1863 году Абба написал поэму «На смерть Чезаре Нулло», а затем гарибальдийскую поэму «Арриго: От Кварто до Вольтурно», опубликованную в 1866.
Национальную славу ему принесла хроника «От Куарто до Вольтурно: заметки одного из Тысячи» (итал. Da Quarto al Volturno: noterelle d’uno dei Mille, 1880), в которой нарисован образ народного полководца Гарибальди, передана суровая героика революционной борьбы. Произведение получило высокую оценку поэта Джозуэ Кардуччи.
Также является автором исторического романа «Берега Бормиды в 1794 г.» (итал. Le rive della Bormida nel 1794, 1875), сборников стихов «Романья» (итал. Romagna, 1887) и «Старые стихи» (итал. Vecchi versi, 1906), сборника новелл «Увиденное» (1887), общеобразовательных книг «История Тысячи, рассказанная для детей» (1904), «Гарибальдийские дела» (1907) и др.
Публицистика Аббы собрана в книге «Страницы истории» (итал. Pagine di storia, v. 1—3, 1914).

## Награды
- Орден Святых Маврикия и Лазаря
- Серебряная медаль «За воинскую доблесть»
- Медаль «Памяти Экспедиции Тысячи»